# Przywózki (gromada)
Przywózki – dawna gromada, czyli najmniejsza jednostka podziału terytorialnego Polskiej Rzeczypospolitej Ludowej w latach 1954–1972.
Gromady, z gromadzkimi radami narodowymi (GRN) jako organami władzy najniższego stopnia na wsi, funkcjonowały od reformy reorganizującej administrację wiejską przeprowadzonej jesienią 1954 do momentu ich zniesienia z dniem 1 stycznia 1973, tym samym wypierając organizację gminną w latach 1954–1972.
Gromadę Przywózki z siedzibą GRN w Przywózkach utworzono – jako jedną z 8759 gromad na terenie Polski – w powiecie sokołowskim w woj. warszawskim, na mocy uchwały nr VI/10/21/54 WRN w Warszawie z dnia 5 października 1954. W skład jednostki weszły obszary dotychczasowych gromad Dziegietnia kolonia, Dziegietnia, Krasów, Kosierady, Przywózki, Wojewódki Dolne i Wojewódki Górne ze zniesionej gminy Kudelczyn w tymże powiecie. Dla gromady ustalono 13 członków gromadzkiej rady narodowej.
31 grudnia 1961 gromadę zniesiono, włączając jej obszar do gromad: Bielany (wsie Dziegietnia-Kolonia, Dziegietnia, Wojewódki Dolne i Wojewódki Górne), Czerwonka (wsie Krasów i Przywózki) i Rozbity Kamień (wieś Kosierady Wielkie) w tymże powiecie.